# یون‌نان‌دندان
یون‌نان‌دندان (نام علمی: Yunnanodon) نام یک سرده از تیره سه‌تکمه‌دندانان است.